# Wałbrzych Towarowy
Wałbrzych Towarowy – zlikwidowana przed 1945 rokiem towarowa stacja kolejowa w Wałbrzychu, w województwie dolnośląskim, w Polsce. Otwarta w 1853. Zamknięta dla ruchu pasażerskiego w 1868. Położona na linii kolejowej z Wałbrzycha Miasto do Wałbrzycha Fabrycznego i dalej do Sobięcina. Budynek dworca jeszcze przed 1910 przeznaczono na cele mieszkaniowe. W latach dwudziestych i trzydziestych XX w. Kolej Węglowa pomiędzy Sobięcinem i Wałbrzychem straciła ciągłość, jednak do 1973 roku czynny był odcinek Kolei Węglowej do elektrowni miejskiej, czyli Wałbrzych Dolny Towarowy, a sam dworzec był zamieszkały.
28 października 2010 budynek został wpisany do rejestru zabytków (nr A/1509); jednak pomimo tego podlegał dewastacji, zostając pozbawiony klatek schodowych i części stropów. 9 maja 2017 wybuchł w nim pożar, po czym podjęto w nim prace porządkowe i adaptacyjne. 27 stycznia 2022 część remontowanego dworca zawaliła się.